# Umbílico

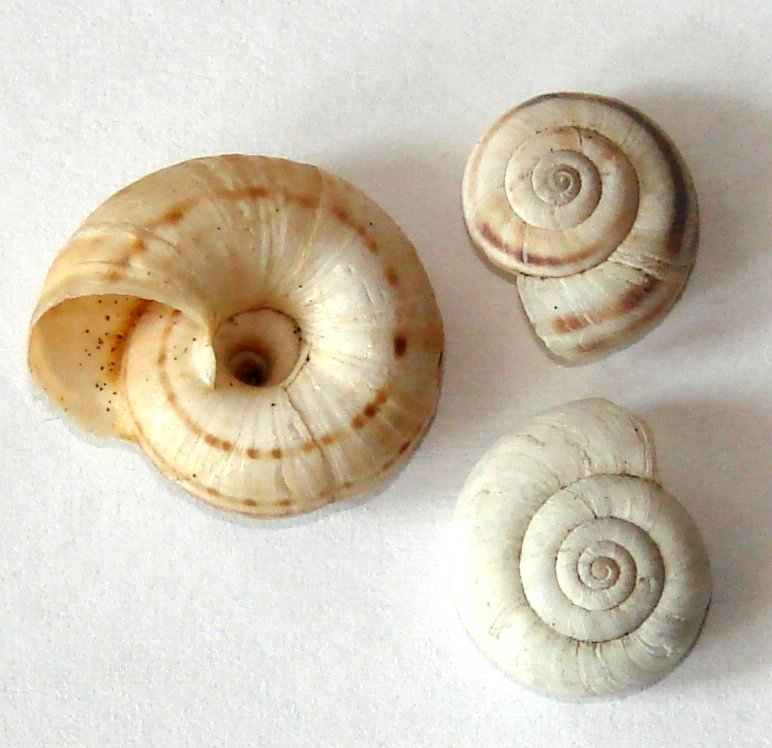
O umbílico está bem visível na concha de Xerolenta obvia à esquerda.

Umbílico (do latim umbilicus, umbigo; centro) é um espaço tubular vertical ou uma depressão circular localizada dentro da concha de um molusco. O termo é usado frequentemente em descrições de conchas de gastrópodes.  É uma característica presente no lado ventral de muitas conchas (mas não todas) de gastrópodes marinhos, terrestres ou de água doce.
A palavra também pode ser aplicada para referir-se a uma depressão localizada na área central das conchas de alguns cefalópodes, como os do gênero Nautilus e espécies extintas (fósseis) de amonóides.

## Em gastrópodes
Em conchas de gastrópodes, o umbílico é definido como uma cavidade ou depressão circular, localizada na base axial da espira da concha.  Outra maneira de definí-lo em gastrópodes é como uma cavidade ao redor da qual a superfície interna da concha se enrola, quando esse espaço não é preenchido pela columela. Ele pode variar de forma e tamanho, sendo bem estreito e perfurado, como em Petasina unidentata; ou uma depressão larga e visível, como na espécie Discus rotundatus. Em espécies com um umbílico largo e aberto, como Helicella itala, por exemplo, a torção espiralada interna da concha pode ser facilmente vista olhando pelo umbílico. As conchas com umbílico são chamadas de umbilicadas ou perfuradas. As que não possuem tal estrutura são descritas como conchas imperfuradas.
Algumas espécies de vermes oligoquetas como Haemonais waldvogeli, Dero (Dero) nivea e Dero (Dero) sawayai, por exemplo, podem habitar o umbílico de gastrópodes de água doce da família Ampullariidae como Pomacea bridgesii.
Algumas vezes existe uma depressão em forma de funil, conhecida como região umbilical, próxima ou na base oca da columela, onde as paredes das sucessivas espiras não se encontram tão estreitamente enroladas.
As conchas que têm o umbílico bem visível, ditas fanerônfalas (do grego phanerós, aparente + omphalos, umbigo), normalmente possuem uma columela pouco desenvolvida. Uma concha criptônfala (do grego kryptós, "escondido")  e é aquela que tem a abertura do umbílico completamente tampada.
|  |  |  |

## Em cefalópodes
Algumas conchas de cefalópodes, incluindo espécies viventes como as do gênero Nautilus e alguns grupos fósseis, como amonóides, apresentam uma depressão localizada na área central de suas conchas, também denominada umbílico.
|  |  |  |